# Alfred Newman
Pour les articles homonymes, voir Newman.
Alfred Newman, né le 17 mars 1901 à New Haven dans le Connecticut et mort le 17 février 1970  à Hollywood en Californie, est un compositeur et chef d'orchestre américain. Ponctuellement, il a aussi joué des rôles secondaires dans quelques films.

## Biographie
Né de parents juifs russes émigrés, Alfred Newman est l'un des sept garçons d'une famille de dix enfants.
Il commence à étudier le piano tout jeune enfant puis jeune adulte, il travaille à Broadway avec George Gershwin et Cole Porter. En 1930 il part pour Hollywood rejoindre Irving Berlin. Directeur musical pour le film Whoopee! produit par Samuel Goldwyn il obtient le poste de directeur musical des studios United Artists. En 1931, il orchestre la musique écrite au piano par Charles Chaplin pour Les Lumières de la ville.
En 1940, il devient le directeur musical pour les studios Twentieth Century Fox.
Il a composé plus de 150 musiques de films, et a reçu 9 Oscars. Il est aussi le compositeur de la célèbre fanfare de la 20th Century Fox.
Il est le frère d'un autre compositeur de musiques de films, Lionel Newman. Ses fils, David Newman et Thomas Newman, sont également des compositeurs reconnus. Il est enfin l'oncle du pianiste auteur-compositeur-interprète Randy Newman.

## Filmographie

### Comme compositeur

#### Années 1930
- 1930 : The Devil to Pay!
- 1931 : Kiki
- 1931 : Scène de la rue (Street Scene) de King Vidor
- 1931 : Une femme moderne (The Age for Love) de Frank Lloyd
- 1931 : The Unholy Garden
- 1931 : Autour du monde avec Douglas Fairbanks (Around the World in 80 Minutes with Douglas Fairbanks) de Douglas Fairbanks et Victor Fleming
- 1931 : Corsair
- 1931 : Arrowsmith
- 1931 : Cette nuit ou jamais (Tonight or Never) de Mervyn LeRoy
- 1932 : Cock of the Air (en) de Tom Buckingham
- 1932 : Les Grecs avaient un nom pour elles (The Greeks Had a Word for Them) de Lowell Sherman
- 1932 : Sky Devils
- 1932 : Arsène Lupin
- 1932 : Cabaret de nuit (Night World)
- 1932 : Silence, on tourne ! (Movie Crazy)
- 1932 : Robinson moderne (Mr. Robinson Crusoe)
- 1932 : Pluie (Rain)
- 1932 : Une femme survint (Flesh)
- 1932 : Cynara
- 1933 : Secrets
- 1933 : Le Long des quais (I cover the Waterfront)
- 1933 : Les Faubourgs de New York (The Bowery)
- 1933 : Nuits de Broadway (Broadway Through a Keyhole)
- 1933 : La Boule rouge (Blood Money) de Rowland Brown
- 1933 : Gallant Lady
- 1933 : Scandales romains (Roman Scandals)
- 1934 : L'Étoile du Moulin-Rouge (Moulin Rouge)
- 1934 : Looking for Trouble
- 1934 : Nana
- 1934 : La Maison des Rothschild (The House of Rothschild)
- 1934 : The Last Gentleman
- 1934 : Les Amours de Cellini (The Affairs of Cellini)
- 1934 : Patte de chat (The Cat's-Paw) de Sam Taylor
- 1934 : Notre pain quotidien (Our Daily Bread)
- 1934 : Le Retour de Bulldog Drummond (Bulldog Drummond Strikes Back)
- 1934 : Le Comte de Monte-Cristo (The Count of Monte Cristo)
- 1934 : Une nuit d'amour (One Night of Love)
- 1934 : Born to Be Bad (non crédité)
- 1934 : Résurrection (We Live Again)
- 1934 : Le Grand Barnum (The Mighty Barnum) de Walter Lang
- 1935 : Le Conquérant des Indes (Clive of India)
- 1935 : Cardinal Richelieu
- 1935 : Les Misérables
- 1935 : L'Appel de la forêt (The Call of the Wild)
- 1935 : L'Ange des ténèbres (The Dark Angel)
- 1935 : Ville sans loi (Barbary Coast)
- 1935 : Le Roman d'un chanteur (Metropolitan) de Richard Boleslawski
- 1935 : The Melody Lingers On
- 1935 : Splendor
- 1936 : Ils étaient trois (These Three)
- 1936 : Jeunesse perdue (Dodsworth) de William Wyler
- 1936 : Ramona
- 1936 : Le Joyeux Bandit (The Gay Desperado), de Rouben Mamoulian
- 1936 : Le Vandale (Come and Get It)
- 1936 : L'Ennemie bien-aimée (Beloved Enemy) de H. C. Potter
- 1937 : J'ai le droit de vivre (You Only Live Once)
- 1937 : Madame poursuit Monsieur (Woman Chases Man)
- 1937 : Le Dernier Négrier (Slave Ship)
- 1937 : Le destin se joue la nuit (History Is Made at Night)
- 1937 : La Mascotte du régiment (Wee Willie Winkie)
- 1937 : Stella Dallas
- 1937 : Rue sans issue (Dead End)
- 1937 : Le Prisonnier de Zenda (The Prisoner of Zenda)
- 1937 : Monsieur Dood part pour Hollywood (Stand-In) de Tay Garnett
- 1937 : The Hurricane
- 1937 : 52nd Street
- 1938 : Island in the Sky
- 1938 : La Folle Parade (Alexander's Ragtime Band)
- 1938 : Madame et son cowboy (The Cowboy and the Lady)
- 1938 : La Femme aux cigarettes blondes (Trade Winds)
- 1939 : Gunga Din
- 1939 : Les Hauts de Hurlevent (Wuthering Heights)
- 1939 : Vers sa destinée (Young Mr. Lincoln)
- 1939 : Beau Geste
- 1939 : Stanley et Livingstone (Stanley and Livingstone)
- 1939 : Frou-frou de Broadway (The Star Maker) de Roy Del Ruth
- 1939 : La Mousson (The Rains Came)
- 1939 : The Real Glory
- 1939 : Sur la piste des Mohawks (Drums Along the Mohawk)
- 1939 : Quasimodo (The Hunchback of Notre Dame)
- 1939 : The Gorilla de Allan Dwan

#### Années 1940
- 1940 : Adieu Broadway (Tin Pan Alley) de Walter Lang
- 1940 : L'Oiseau bleu (The Blue Bird)
- 1940 : Les Raisins de la colère (The Grapes of Wrath)
- 1940 : L'Angoisse d'une nuit (Vigil in the Night), de George Stevens
- 1940 : Les Révoltés du Clermont (Little Old New York) de Henry King
- 1940 : Johnny Apollo
- 1940 : Girl in 313
- 1940 : Earthbound
- 1940 : Maryland
- 1940 : Correspondant 17 (Foreign Correspondent)
- 1940 : L'Odyssée des Mormons (Brigham Young)
- 1940 : Public Deb No. 1
- 1940 : Le Cavalier du désert (The Westerner)
- 1940 : Drôle de mariage (They Knew What They Wanted)
- 1940 : Le Signe de Zorro (The Mark of Zorro)
- 1941 : Les Trappeurs de l'Hudson (Hudson's Bay)
- 1941 : The Great American Broadcast
- 1941 : Arènes sanglantes (Blood and Sand)
- 1941 : Chasse à l'homme (Man Hunt)
- 1941 : Charley's Aunt
- 1941 : L'Appel du Nord (Wild Geese Calling)
- 1941 : La Reine des rebelles (Belle Starr)
- 1941 : Un Yankee dans la RAF (A Yank in the R.A.F.)
- 1941 : Qu'elle était verte ma vallée (How Green Was My Valley)
- 1941 : Boule de feu (Ball of Fire)
- 1941 : Adieu jeunesse (Remember the Day)
- 1942 : Le Chevalier de la vengeance (Son of Fury: The Story of Benjamin Blake)
- 1942 : Le Témoin disparu (Just Off Broadway) de Herbert I. Leeds
- 1942 : La Folle Histoire de Roxie Hart (Roxie Hart)
- 1942 : Les Rivages de Tripoli (To the Shores of Tripoli)
- 1942 : Secret Agent of Japan
- 1942 : Qui perd gagne (Rings on Her Fingers)
- 1942 : Âmes rebelles (This Above All)
- 1942 : Ten Gentlemen from West Point
- 1942 : The Pied Piper
- 1942 : Ce que femme veut (Orchestra Wives)
- 1942 : La Bataille de Midway (The Battle of Midway)
- 1942 : Girl Trouble
- 1942 : Ivresse de printemps (Springtime in the Rockies) de Irving Cummings
- 1942 : Life Begins at Eight-Thirty
- 1942 : La Pagode en flammes (China Girl)
- 1943 : December 7th
- 1943 : La Nuit sans lune (The Moon Is Down) d'Irving Pichel
- 1943 : Prélude à la guerre (Prelude to War)
- 1943 : Mon amie Flicka (My Friend Flicka)
- 1943 : Le ciel peut attendre (Heaven Can Wait)
- 1943 : Claudia
- 1943 : Le Chant de Bernadette (The Song of Bernadette)
- 1944 : J'avais cinq fils (The Sullivans)
- 1944 : Prisonniers de Satan (The Purple Heart)
- 1944 : Le Président Wilson (Wilson)
- 1944 : Sunday Dinner for a Soldier
- 1944 : Les Clés du royaume (The Keys of the Kingdom)
- 1945 : Le Lys de Brooklyn (A Tree Grows in Brooklyn)
- 1945 : Scandale à la cour (A Royal Scandal)
- 1945 : Une cloche pour Adano (A Bell for Adano)
- 1945 : Péché mortel (Leave Her to Heaven)
- 1946 : Le Château du Dragon (Dragonwyck)
- 1946 : Margie
- 1946 : Quadrille d'amour (Centennial Summer)
- 1946 : Le Fil du rasoir (The Razor's Edge)
- 1947 : The Shocking Miss Pilgrim
- 1947 : Embrassons-nous (I Wonder Who's Kissing Her Now)
- 1947 : Maman était new-look (Mother Wore Tights)
- 1947 : Le Mur invisible (Gentleman's Agreement)
- 1947 : Capitaine de Castille (Captain from Castile)
- 1948 : Infidèlement vôtre (Unfaithfully yours)
- 1948 : Appelez nord 777 (Call Northside 777)
- 1948 : Bonne à tout faire (Sitting Pretty)
- 1948 : Le Rideau de fer (The Iron Curtain ou Behind the Iron Curtain)
- 1948 : La Ville empoisonnée (The Walls of Jericho) de John M. Stahl
- 1948 : La Dame au manteau d'hermine (That Lady in Ermine)
- 1948 : La Proie (Cry of the City)
- 1948 : L'Amour sous les toits (Apartment for Peggy)
- 1948 : La Fosse aux serpents (The Snake Pit)
- 1948 : When My Baby Smiles at Me
- 1948 : Scandale en première page (That Wonderful Urge)
- 1948 : La Ville abandonnée (Yellow Sky)
- 1948 : Broadway mon amour (Give My Regards to Broadway) de Lloyd Bacon
- 1949 : Monsieur Belvédère au collège (Mr. Belvedere Goes to College) de Elliott Nugent
- 1949 : Le Débrouillard (Chicken Every Sunday) de George Seaton
- 1949 : Chaînes conjugales (A Letter to Three Wives)
- 1949 : Les Marins de l'Orgueilleux (Down to the Sea in Ships)
- 1949 : Maman est étudiante (Mother Is a freshman)
- 1949 : L'Héritage de la chair (Pinky)
- 1949 : Les Bas-fonds de Frisco (Thieves' Highway)
- 1949 : Si ma moitié savait ça (Everybody Does It)
- 1949 : Échec à Borgia (Prince of Foxes)
- 1949 : Un homme de fer (Twelve O'Clock High)

#### Années 1950
- 1950 : Planqué malgré lui (When Willie Comes Marching Home), de John Ford
- 1950 : Trois Gosses sur les bras (My Blue Heaven) de Henry Koster
- 1950 : La Ville écartelée (The Big lift)
- 1950 : Panique dans la rue (Panic in the Streets)
- 1950 : La Cible humaine (The Gunfighter)
- 1950 : La porte s'ouvre (No Way Out)
- 1950 : Ève (film, 1950) (All About Eve)
- 1950 : On va se faire sonner les cloches (For Heaven's Sake), de George Seaton
- 1951 : Quatorze heures (Fourteen Hours)
- 1951 : Le Temps des cerises (Take Care of My Little Girl)
- 1951 : David et Bethsabée (David and Bathsheba)
- 1951 : The Guest
- 1951 : Enlevez-moi, Monsieur ! (Elopement) d'Henry Koster
- 1952 : Un refrain dans mon cœur (With a Song in My Heart)
- 1952 : Wait 'Til the Sun Shines, Nellie
- 1952 : Les Neiges du Kilimandjaro (The Snows of Kilimanjaro)
- 1952 : Le Prisonnier de Zenda (The Prisoner of Zenda)
- 1952 : Deux Durs à cuire (What Price Glory)
- 1952 : La Sarabande des pantins (O. Henry's Full House)
- 1952 : Night Without Sleep
- 1953 : Tonight We Sing (en)
- 1953 : Appelez-moi Madame (Call Me Madam)
- 1953 : Treasure of the Golden Condor
- 1953 : Le Général invincible (The president's Lady)
- 1953 : La Tunique (The Robe)
- 1954 : Le Démon des eaux troubles (Hell and High Water)
- 1954 : Les Gladiateurs (Demetrius and the Gladiators)
- 1954 : L'Égyptien (The Egyptian)
- 1955 : Au service des hommes (A Man Called Peter) d'Henry Koster
- 1955 : Sept Ans de réflexion (The Seven Year Itch)
- 1955 : La Colline de l'adieu (Love Is a Many-Splendored Thing)
- 1956 : Arrêt d'autobus (Bus Stop)
- 1956 : Anastasia
- 1957 : Je vous adore (April Love)
- 1958 : La Femme que j'aimais (The Gift of Love) de Jean Negulesco
- 1958 : Bravados (The Bravados) d'Henry King
- 1958 : Un certain sourire (A Certain Smile)
- 1959 : Le Journal d'Anne Frank (The Diary of Anne Frank)
- 1959 : Rien n'est trop beau (The Best of Everything)

#### Années 1960
- 1961 : Mon séducteur de père (The Pleasure of His Company)
- 1962 : La Conquête de l'Ouest (How the West was won)
- 1962 : Trahison sur commande (The Counterfeit Traitor)
- 1965 : La Plus Grande Histoire jamais contée (The Greatest Story Ever Told)
- 1966 : Nevada Smith
- 1968 : Les Cinq Hors-la-loi (Firecreek)

#### Années 1970
- 1970 : Airport de George Seaton

### Comme acteur
- 1938 : Hollywood en folie (The Goldwyn Follies)
- 1939 : They Shall Have Music : le directeur musical
- 1953 : Comment épouser un millionnaire (How to Marry a Millionaire) de Jean Negulesco : le chef d'orchestre
- 1954 : The CinemaScope Parade : Joseph Haydn

## Oscars
Avec ses 43 nominations dont 9 Oscars, Alfred Newman est l'une des personnalités les plus nommées et titrées aux Oscars. C'est le compositeur le plus récompensé mais pas le plus nommé (étant dépassé par les 53 nominations de John Williams).
Ce succès contribue à celui de la famille Newman, qui cumule 89 nominations aux Oscars, soit la famille avec le plus de nominations. Une performance qui s'obtient avec le compte d'Alfred Newman (43 dont 9 Oscars), de ses frères Emil (1) et Lionel (11 dont un Oscar), de son neveu Randy (20 dont deux Oscars) et de ses fils David (1) et Thomas (13). Tous sont compositeurs.

### Oscar de la meilleure musique
L'Oscar fut divisé en plusieurs catégories au cours de son histoire mais récompense toujours la bande-originale (soundtrack) du film. Les victoires sont en gras.
- 1938 :
  - The Hurricane (nomination non officielle qui consacrait le département de musique du studio, producteur du film : Samuel Goldwyn Studio)
  -  Le Prisonnier de Zenda (nomination non officielle qui consacrait le département de musique du studio, producteur du film : Selznick International Pictures)
- 1939 :
  - La Folle Parade
  - Madame et son cowboy
  - The Goldwyn Follies
- 1940 :
  - La Mousson
  - Les Hauts de Hurlevent
  - Quasimodo
  - Mélodie de la jeunesse
- 1941 :
  - Le Signe de Zorro
  - Adieu Broadway
- 1942 :
  - Boule de feu
  - Qu'elle était verte ma vallée
- 1943 :
  - Le Cygne noir
  - Mon amie Sally
- 1944 :
  - Le Chant de Bernadette
  - L'Île aux plaisirs
- 1945 :
  - Le Président Wilson
  - Pour les beaux yeux de ma belle (Irish Eyes Are Smiling)
- 1946 :
  - Les Clés du royaume
  - La Foire aux illusions (nommé avec Charles Henderson)
- 1947 : Quadrille d'amour
- 1948 :
  - Capitaine de Castille
  - Maman était new-look
- 1949 :
  - La Fosse aux serpents
  - When My Baby Smiles at Me
- 1951 : Ève
- 1952 :
  - David et Bethsabée
  - Sur la Riviera
- 1953 : Un refrain dans mon cœur
- 1954 : Appelez-moi Madame
- 1955 : La Joyeuse Parade (nommé avec Lionel Newman)
- 1956 :
  - La Colline de l'adieu
  - Papa longues jambes
- 1957 :
  - Anastasia
  - Le Roi et moi (lauréat avec Ken Darby)
- 1959 : South Pacific (nommé avec Ken Darby)
- 1960 : Le Journal d'Anne Frank
- 1962 : Au rythme des tambours fleuris (nommé avec Ken Darby)
- 1964 : La Conquête de l'Ouest (nommé avec Ken Darby)
- 1966 : La Plus Grande Histoire jamais contée
- 1968 : Camelot (lauréat avec Ken Darby)
- 1971 : Airport (nommé à titre posthume)

### Oscar de la meilleure chanson
- 1950 : Through A Long And Sleepless Night de Les Sœurs casse-cou (nommé avec le parolier Mack Gordon)
- 1960 : The Best Of Everything de Rien n'est trop beau (nommé avec le parolier Sammy Cahn)

## Discographie
Legendary Hollywood Alfred Newman conducts his classic motion picture scores (Citadel STC 77139) 
The Classic Film Scores Of Alfred Newman, par le National Philarmonic Orchestra, orchestre dirigé par Charles Gerhardt (RCA 88697 77936 2) 